# Martha Cartmell
Pour les articles homonymes, voir Cartmell.
Martha Julia Cartmell (14 décembre 1845-20 mars 1945) est une missionnaire canadienne de l'Église méthodiste unie et éducatrice au Japon. Elle contribue à la fondation de l'école Toyo Eiwa Jogakuin (en) en 1884 et qui inclut maintenant l'Université Toyo Eiwa (en).

## Biographie
Né à Thorold en Ontario, Cartmell étudie à Hamilton et à Toronto. Devenue missionnaire, elle quitte San Francisco pour le Japon en 1882 et contribue à l'établissement du Toyo Eiwa Jogakuin deux ans plus tard à Roppongi,.
Forcée de démissionner en raison d'une faible condition de santé en 1887, elle revient au Canada, à Victoria en Colombie-Britannique, où elle travaille pour la General Mission de 1890 à 1892. Elle retourne ensuite à Tokyo pour une période de quatre ans avant de revenir définitivement au Canada en 1896 et travaille pour avec des Japonais à la General Mission. Elle se retire en 1898,. 
L'école continuant de prospérer avec l'ajout d'une université, celle-ci fait don de cerisiers aux villes de Thorold et de Hamilton en son honneur en 2013.